# Clariant
Clariant — швейцарская химическая компания, которая была образована в 1995 году отделением части активов компании Sandoz. Компания занимается производством химической продукции для текстильной, печатной, горнодобывающей и металлургической отраслей промышленности. Штаб-квартира компании расположена в городе Муттенц (кантон Базель-Ланд, Швейцария). Крупнейшим акционером с 2018 года является SABIC (32,22 % акций).

## История
Компания была создана в 1995 году отделением химического бизнеса компании Sandoz; на момент создания её оборот составлял 2,3 млрд швейцарских франков, в ней работало 8700 сотрудников. В 1997 году произошло слияние компаний Clariant и Hoechst Specialty Chemicals. В марте 2000 года была приобретена британская компания BTP, производитель химикатов для красителей и кожевенных изделий; сделка оказалась неудачной, для покрытия связанных с ней убытков пришлось продать несколько прибыльных активов. В 2001 году было продано подразделение PVA/PVB компании Kuraray, за этим последовала продажа в 2002 году отделения по производству эмульсий корпорации Celanese, продажа португальской компании Resiquimicas Resinas, относящейся к отделению химической продукции для текстиля, кожи и бумаги организации Socer (Sociedade Central de Resinas) и продажа североамериканского подразделения по выпуску гидросульфита компании Chemtrade Logisitics Inc.
В январе 2004 года было продано отделение по производству целлюлозы японской компании Shin-Etsu Chemical. По условиям сделки японскому покупателю было передано всё производственное оборудование завода в городе Висбаден (Германия), а также торговая марка Tylose. В сентябре того же года было продано отделение Electronic Materials компании Carlyle Group.
В октябре 2006 года у компании Ciba Specialty Chemicals был куплен бизнес по производству суперконцентратов, включающий фабрики во Франции, Саудовской Аравии и Малайзии, штат сотрудников составлял 300 человек, объём продаж — 50 млн евро. В ноябре 2006 года было начато производство низкомолекулярной полиолефиновой продукции марки Licocene в индустриальном парке Hochst (Германия), завод мощностью 20 тыс. тонн в год расположен рядом с подразделением компании по производству пигментов и добавок.
В октябре 2007 года была куплена колумбийская компания Toschem de Colombia Ltda, ведущий поставщик химикатов для нефте-, газоперерабатывающих отраслей Колумбии. В ноябре того же года был приобретен колумбийский производитель суперконцетратов MasterAndino. В 2008 году были куплены компании Rite Systems, Inc. и Ricon Colors, Inc., производители жидких и твёрдых суперконцетратов в США.
В 2011 году было сделано ещё несколько приобретений, крупнейшим из них была немецкая компания Süd-Chemie с 6500 сотрудников и более 1 млрд евро выручки.
В 2013 году было продано подразделение по производству химикатов для текстильной промышленности, а в 2014 году — производство химикатов для кожевенного производства. В 2022 году было продано подразделение по производству пигментов.

## Деятельность
Производство продукции в 2020 году составило 4,1 млн тонн. У компании 8 научно-исследовательских центров, производственные мощности включают 126 фабрик в 39 странах. Основные подразделения:
- Care Chemicals — промышленные и потребительские химикаты, включая лакокрасочную продукцию, присадки к топливу, теплоносители, смазочные материалы, удобрения, ингредиенты для бытовой химии и косметики; выручка 1,41 млрд швейцарских франков;
- Catalysis — катализаторы, используемые в различных отраслях промышленности; выручка 0,88 млрд франков;
- Natural Resources — решения для нефтедобывающей, горнодобывающей и бумажно-целлюлозной отраслей; выручка 1,57 млрд франков.

В 2020 году подразделение пигментов было отделено, его оборот составлял 1,33 млрд франков.
Географическое распределение выручки за 2020 год:
- Европа — 1,30 млрд франков;
- Азиатско-Тихоокеанский регион — 1,13 млрд франков;
- Северная Америка — 0,70 млрд франков;
- Латинская Америка — 0,46 млрд франков;
- Ближний Восток и Африка — 0,27 млрд франков.